# Pierre Fourmaintraux
Pour les articles homonymes, voir Fourmaintraux.
Pierre Fourmaintraux, né le 11 décembre 1897 à Desvres et mort le 2 mai 1974 à Harrow, est un artiste-verrier français, actif en Grande-Bretagne au XXe siècle.

## Biographie
François Pierre Fourmaintraux naît en 1897 à Desvres, fils de François Célestin Fidèle Fourmaintraux, industriel, et Cécile de Meysham Joséphine Constance Barron, son épouse. Après un apprentissage dans l'atelier de son père, Pierre s'installe au Royaume-Uni et épouse Rachel Winslow (1880-1974), une artiste peintre. 
Spécialiste des vitraux au plomb conventionnels, il introduit au Royaume-Uni, après 1945, la technique de la dalle de verre, mise au point en France par Jean Gaudin. Disséminées en Grande-Bretagne, ses œuvres sont notamment visibles à Stalybridge, Coventry, Manchester, Bristol et Londres.
Pierre Fourmaintraux meurt en 1974 à Harrow,.

## Ses œuvres
(liste non exhaustive)
- St Augustine, Manchester ;
- St Aiden, East Acton, Londres ;
- English Martyrs, Horley
- New Zealand’s Hall of Memory à Wellington (1964) ;
- Lumen Reformed Church
- St Peter, Bristol ;
- St Barnabas’s in Lovely Lane, Pewsey, Warrington (1963) ;
- St Chad's, Leasowe ;
- St George's Church, Britwell ;
- St Raphael, Yeading, Londres ;
- St Clements, Ewell